# Vera Cruz do Oeste
Vera Cruz do Oeste é um município brasileiro do estado do Paraná.

## História
A Região Oeste do Paraná iniciou efetivamente o seu desenvolvimento a partir da década de 1950. Uma das medidas importantes de colonização e do povoamento foi a criação do Território Federal do Iguaçu, fundado em 1943 e extinto em 1946, cuja capital foi Laranjeiras do Sul. Este fato incrementou o movimento migratório de famílias sulinas para a região. Evento importante para a história da região foi a passagem da “Coluna Prestes”, 1924 a 1925, movimento que desencadeou a implementação de políticas públicas para ocupação e uso dessa parte do território. As cidades foram surgindo inicialmente às margens da estrada aberta ainda no século XIX entre Guarapuava e Foz do Iguaçu (atual BR 277).
Vera Cruz do Oeste teve seu início com a chegada das primeiras famílias na década de 1950. Em 1960, no Norte do município de Céu Azul, houve uma grande corrente migratória do Norte do Estado do Paraná. Antônio Vilas Boas, fundador do município, pretendia fundar o povoado para oferecer melhores condições para seus moradores. Iniciou então, o processo de divisão de áreas para colonização, pela empresa Bentem e o Banco do Estado do Paraná. Traçado o loteamento de sua gleba no ano de 1964, deu-se o início da cidade.
Em 22 de setembro de 1965, celebrou-se a primeira missa. O registro legal do Patrimônio, com uma área de 730.247,4m2 (Céu Azul e Vera Cruz do Oeste) deu-se em 22 de setembro de 1966, e em menos de um ano foi criado o município de Céu Azul e o Distrito Administrativo e Judiciário de Vera Cruz do Oeste, aprovado pela Lei  Estadual nº 5.572/67.
O povoamento cresceu rapidamente havendo a necessidade de ampliar o número de salas de aula e implantação da infraestrutura básica para atendimento à população nos diversos setores. Como a população do Distrito Administrativo de Vera Cruz do Oeste ultrapassou o número de habitantes da sede (Céu Azul), sendo inclusive o prefeito eleito Geraldo Batista Chaves, residente no distrito de Vera Cruz do Oeste.
Iniciado o movimento de emancipação, criou-se o município pela Lei Estadual nº 7.269 de 27 de dezembro de 1979, e instalado em 1º de fevereiro de 1983. Pelo Decreto Municipal nº 25/83, foi declarado feriado municipal o dia 25 de novembro, consagrado ao dia da Padroeira do Município, Santa Catarina.

## Geografia
Área territorial total: 332,625 km (área urbana - 14.500 km² e área rural - 318.125 km²). Situação Geográfica: região Oeste do Estado do Paraná.  Situada junto às rodovias estaduais PR-488 e PR-585, a 54 quilômetros de Cascavel e a 550 quilômetros de Curitiba. Coordenadas Geográficas: 24 graus e 43 minutos a 25 graus e 8 minutos Sul. Longitude: 53 graus e 48 minutos a 54 graus e 3 minutos Oeste.
Limites: ao Norte, com o município de São Pedro do Iguaçu, ao Leste e Sul, com o município de Céu Azul, e ao Oeste, com o município de Diamante do Oeste.

### Relevo
O município apresenta topologia ligeiramente ondulada. Faz parte do 3º Planalto do Paraná ou Planalto de Guarapuava.

### Altitude
A sede do município está situada a uma altitude de 620 metros a cima do nível do mar.

### Solo
Toda área do município apresenta solos argilosos (terra roxa), próprios a todas as culturas.

### Vegetação e hidrografia
Predominância de matas pluviotropicais. Os rios principais são: Corvo Branco, São Francisco Falso-Braço Norte, São Francisco Falso-Braço Sul, São Pedro, Barro Preto, Santa Inês, Ramona e Pavão.

## Clima
Classificado como clima subtropical, tem características predominantes de clima tropical com regular índice pluviométrico e temperaturas médias anuais entre 18 e 22 graus Celsius.

## Aspectos populacionais
Sua população foi estimada em 8 521 habitantes, conforme dados do IBGE de 2019, sendo composta principalmente por migrantes vindos da corrente migratória do Norte do Paraná, de São Paulo e de Minas Gerais. Com a desapropriação de terra para a Usina Hidroelétrica de Itaipu, famílias desapropriadas vieram para Vera Cruz do Oeste. É também significativa a contribuição étnica japonesa.
Sua população já foi de mais de 20 mil habitantes em meados da década de 1970.

## Educação
O sistema educacional conta com cinco escolas de educação infantil e ensino fundamental de 1ª a 4ª série de 8 anos /1º ao 5º ano de 9 anos, sendo uma escola rural municipal e dois estabelecimentos de ensino estaduais – 5ª a 8ª série e ensino médio. 

## Economia
Nas décadas de 1960, 1970 e 1980 as principais fontes de produção eram a agropecuária, indústria, comércio, serviços, arrecadação municipal, estadual e federal. Os principais produtos agrícolas: milho, arroz, café, soja, mamona, rami, hortelã, amendoim, banana, girassol, criação de suínos, ovinos e avicultura. 
A base da atual economia é a agricultura, cujos produtos principais são a soja, o milho e o trigo. Destacam-se também as atividades de pecuária, avicultura, criação de frango diferenciado (frango orgânico). 
A Exposição Agropecuária de Vera Cruz do Oeste (EXPOAVECO), realizada em novembro, é o mais importante evento econômico da região.

## Cultura
Eventos culturais que movimentam a cidade são: a "Folia de Reis", a qual foi introduzida por um grupo de famílias de povoadores e o Festival Regional de Interpretação da Música Popular e Sertaneja (FERVO) iniciou na década de 1980.